# Huixcolotla
Huixcolotla är en ort i Mexiko.   Den ligger i kommunen Tierra Blanca och delstaten Veracruz, i den sydöstra delen av landet, 290 km öster om huvudstaden Mexico City. Huixcolotla ligger 142 meter över havet och antalet invånare är 1 265.
Terrängen runt Huixcolotla är platt, och sluttar österut. Runt Huixcolotla är det ganska tätbefolkat, med 65 invånare per kvadratkilometer. Närmaste större samhälle är Acatlán de Pérez Figueroa, 18,0 km sydväst om Huixcolotla. Trakten runt Huixcolotla består till största delen av jordbruksmark.